# Simone Duvalier
Simone Ovide Duvalier (Puerto Príncipe, 19 de marzo de 1913 - París, 26 de diciembre de 1997), conocida con el sobrenombre de Mama Doc, fue la esposa del dictador François Duvalier «Papa Doc» y primera dama de Haití entre 1957 y 1980.
Su nombre de soltera era Simone Ovide y había nacido en 1913, cerca de la ciudad haitiana de Léogâne. Era la hija ilegítima de un comerciante y escritor mulato, Jules Faine y su mucama Clélie Ovide.  
Simone pasó su infancia en un orfanato de Petionville, un suburbio en las colinas de Puerto Príncipe, la capital del país. Más tarde comenzó a trabajar de enfermera, y fue en ese momento cuando conoció a François Duvalier. Se casaron el 27 de diciembre de 1939 y tuvieron cuatro niños: Marie Denise, Nicole, Simone, y Jean-Claude, su único hijo varón. 
Después de su unión, François Duvalier fue nombrado ministro de Salud Pública y Trabajo en 1949 y ganó la elección a la presidencia en 1957. Debido a su influencia, los haitianos se refirieron a ella como «Mama Doc». Por su distinguido porte y señorío era respetada por todos los sectores sociales, incluso por la élite mulata conservadora. Junto con su marido, hizo creer que era  experta en vudú, un modo para aterrar a la población supersticiosa.
La influencia de la señora Duvalier alcanzó su punto álgido después de la muerte de su marido en 1971, cuando su hijo de 19 años Jean-Claude Duvalier fue nombrado presidente de Haití, pues continuó siendo la primera dama de Haití.
Cuando su hijo Jean-Claude se divorció de su esposa Michèle en la República Dominicana, se trasladó a París para vivir junto con su madre, hasta la muerte de ésta en 1997.